# Plethysmografie

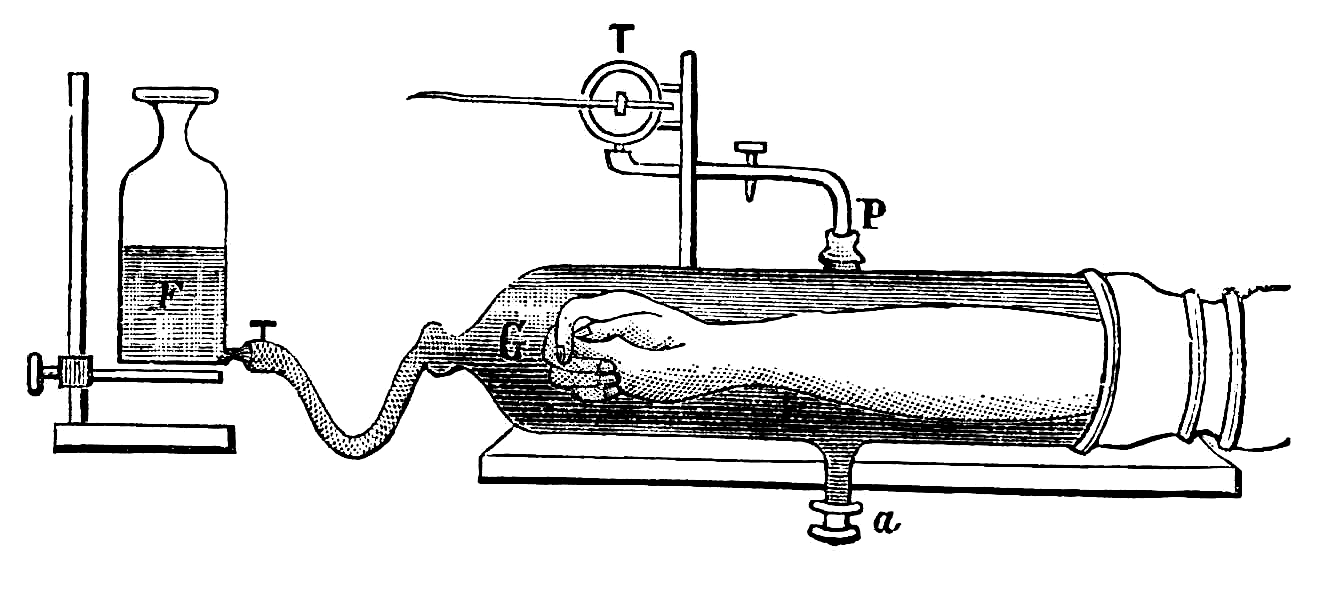
Registratie van volumewijziging door veranderde bloeddoorstroming

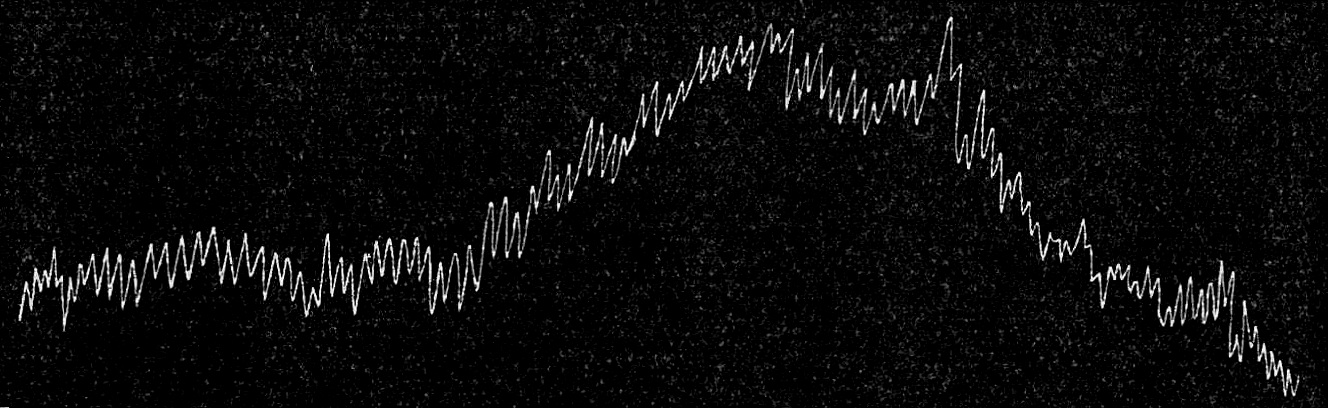
Curve

Plethysmografie is het registreren van het volume of de volumeverandering van organen, of ook wel van ledematen of zelfs het gehele lichaam.
De bekendste toepassing is het meten van de longinhoud. De lichaamsplethysmograaf (bodybox) wordt in longfunctieonderzoek gebruikt om onder meer het zogenaamd intrathoracaal gasvolume (TGV) te meten. Op de meeste longfunctieafdelingen wordt hiervoor gebruikgemaakt van een gesloten cabine waarin de drukschommelingen worden gemeten die ontstaan doordat de patiënt in- en uitademt. Bij inademing zet de borstkas uit, waardoor het cabinevolume kleiner wordt en de luchtdruk in de cabine stijgt. Bij uitademing gebeurt het omgekeerde. Deze luchtdrukschommelingen door compressie en expansie van de lucht in de cabine worden omgerekend naar het TGV.
Met de bodybox is het mogelijk om de totale longcapaciteit (TLC) te meten. De bodybox registreert ook het reservevolume (RV), dat wil zeggen het longvolume dat niet uitgeblazen kan worden en daardoor bij meting met een spirometer onbekend blijft.

## Seksuologie
In de gynaecologie en de seksuologie wordt de plethysmografie gebruikt bij vrouwen die lijden aan dyspareunie als een methode om na te gaan of deze pijn een psychologische dan wel een somatische oorzaak heeft. De vaginale (foto)plethysmograaf bestaat hier uit een doorzichtige, uit plastic vervaardigde, tamponvormige huls die is voorzien van een fotocel en een infrarode lichtbron. Door het meten van de doorbloeding en de lubricatie van de vaginawand kan de mate van vaginale vasoconstrictie bij seksuele opwinding worden bepaald. Op gelijkaardige wijze worden ook het volume en bloedtoevoer van de penis (fallometrie) en clitoris gemeten.

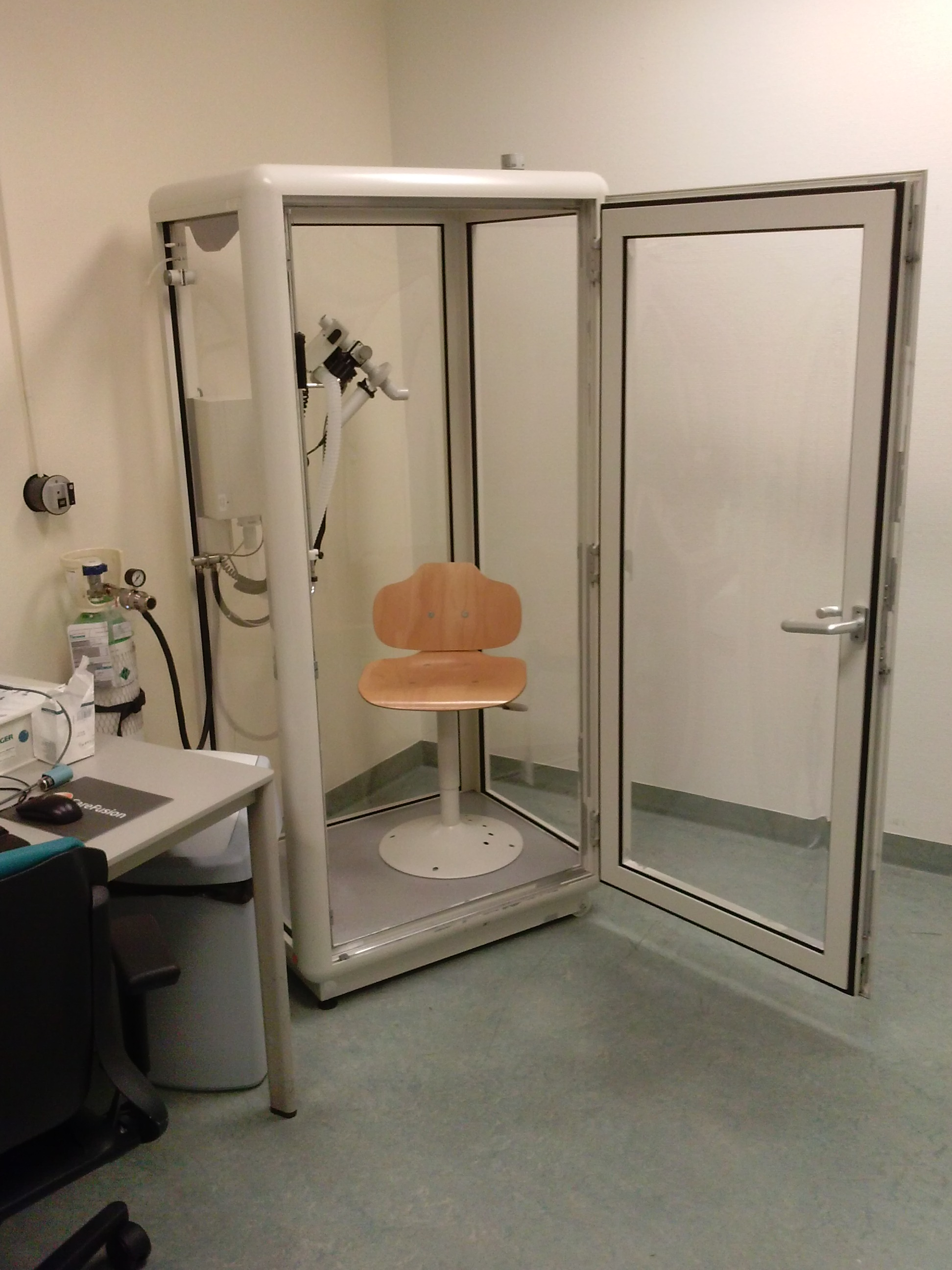
De lichaamsplethysmograaf of bodybox